# Selección femenina de fútbol de Indonesia
La selección femenina de fútbol de Indonesia representa a Indonesia en el fútbol femenino internacional; es controlado por la Asociación de Fútbol de Indonesia, afiliada a la Confederación Asiática de Fútbol y a la FIFA.
A pesar de que el fútbol es uno de los deportes favoritos de la nación, Indonesia no se encuentra entre los equipos más fuertes de la AFC, especialmente su lado femenino. Indonesia no tiene una tradición para el fútbol femenino y está considerablemente subdesarrollada, en contraste con el lado masculino.

## Estadísticas

### Copa Mundial Femenina de Fútbol
| Edición | Resultado      | Posición       | PJ             | PG             | PE             | PP             | GF             | GC             |
| ------- | -------------- | -------------- | -------------- | -------------- | -------------- | -------------- | -------------- | -------------- |
| 1991    | No clasificó   | No clasificó   | No clasificó   | No clasificó   | No clasificó   | No clasificó   | No clasificó   | No clasificó   |
| 1995    | No clasificó   | No clasificó   | No clasificó   | No clasificó   | No clasificó   | No clasificó   | No clasificó   | No clasificó   |
| 1999    | No clasificó   | No clasificó   | No clasificó   | No clasificó   | No clasificó   | No clasificó   | No clasificó   | No clasificó   |
| 2003    | No clasificó   | No clasificó   | No clasificó   | No clasificó   | No clasificó   | No clasificó   | No clasificó   | No clasificó   |
| 2007    | No clasificó   | No clasificó   | No clasificó   | No clasificó   | No clasificó   | No clasificó   | No clasificó   | No clasificó   |
| 2011    | No participó   | No participó   | No participó   | No participó   | No participó   | No participó   | No participó   | No participó   |
| 2015    | No participó   | No participó   | No participó   | No participó   | No participó   | No participó   | No participó   | No participó   |
| 2019    | No participó   | No participó   | No participó   | No participó   | No participó   | No participó   | No participó   | No participó   |
| 2023    | No clasificó   | No clasificó   | No clasificó   | No clasificó   | No clasificó   | No clasificó   | No clasificó   | No clasificó   |
| 2027    | Por disputarse | Por disputarse | Por disputarse | Por disputarse | Por disputarse | Por disputarse | Por disputarse | Por disputarse |
| Total   | 0/9            | -              | -              | -              | -              | -              | -              | -              |

### Copa Asiática Femenina de la AFC
| Edición | Resultado      | Posición     | PJ           | PG           | PE           | PP           | GF           | GC           |
| ------- | -------------- | ------------ | ------------ | ------------ | ------------ | ------------ | ------------ | ------------ |
| 1975    | No clasificó   | No clasificó | No clasificó | No clasificó | No clasificó | No clasificó | No clasificó | No clasificó |
| 1977    | Cuarto lugar   | 4.º          | 4            | 1            | 0            | 3            | 2            | 9            |
| 1979    | No clasificó   | No clasificó | No clasificó | No clasificó | No clasificó | No clasificó | No clasificó | No clasificó |
| 1981    | Fase de grupos | 8.º          | 3            | 0            | 0            | 3            | 0            | 14           |
| 1983    | No clasificó   | No clasificó | No clasificó | No clasificó | No clasificó | No clasificó | No clasificó | No clasificó |
| 1986    | Cuarto lugar   | 4.º          | 5            | 2            | 0            | 3            | 8            | 17           |
| 1989    | Fase de grupos | 5.º          | 3            | 1            | 1            | 1            | 8            | 11           |
| 1991    | No clasificó   | No clasificó | No clasificó | No clasificó | No clasificó | No clasificó | No clasificó | No clasificó |
| 1993    | No clasificó   | No clasificó | No clasificó | No clasificó | No clasificó | No clasificó | No clasificó | No clasificó |
| 1995    | No clasificó   | No clasificó | No clasificó | No clasificó | No clasificó | No clasificó | No clasificó | No clasificó |
| 1997    | No clasificó   | No clasificó | No clasificó | No clasificó | No clasificó | No clasificó | No clasificó | No clasificó |
| 1999    | No clasificó   | No clasificó | No clasificó | No clasificó | No clasificó | No clasificó | No clasificó | No clasificó |
| 2001    | No clasificó   | No clasificó | No clasificó | No clasificó | No clasificó | No clasificó | No clasificó | No clasificó |
| 2003    | No clasificó   | No clasificó | No clasificó | No clasificó | No clasificó | No clasificó | No clasificó | No clasificó |
| 2006    | No clasificó   | No clasificó | No clasificó | No clasificó | No clasificó | No clasificó | No clasificó | No clasificó |
| 2008    | No participó   | No participó | No participó | No participó | No participó | No participó | No participó | No participó |
| 2010    | No participó   | No participó | No participó | No participó | No participó | No participó | No participó | No participó |
| 2014    | No participó   | No participó | No participó | No participó | No participó | No participó | No participó | No participó |
| 2018    | No participó   | No participó | No participó | No participó | No participó | No participó | No participó | No participó |
| 2022    | Fase de grupos | 11.º         | 3            | 0            | 0            | 3            | 0            | 28           |
| Total   | 5/20           | 14.º         | 18           | 4            | 1            | 13           | 18           | 79           |

## Últimos y próximos encuentros
Actualizado al último partido jugado el 20 de febrero de 2025
| Fecha       | Ciudad       | Local          | Resultado | Visitante | Competición           |
| ----------- | ------------ | -------------- | --------- | --------- | --------------------- |
| 14-07-2024  | Happy Valley | Hong Kong      | 4:1       | Indonesia | Partido amistoso      |
| 25-10-2024  | Doetinchem   | Países Bajos   | 15:0      | Indonesia | Partido amistoso      |
| 29-10-2024  | Almere       | Indonesia      | 0:0       | Guyana    | Partido amistoso      |
| 23-11-2024  | Vientián     | Camboya        | 0:0       | Indonesia | Copa AFF Femenil 2024 |
| 26-11-2024  | Vientián     | Malasia        | 0:1       | Indonesia | Copa AFF Femenil 2024 |
| 02-12-2024  | Vientián     | Singapur       | 0:3       | Indonesia | Copa AFF Femenil 2024 |
| 05-12-2024  | Vientián     | Indonesia      | 3:1       | Camboya   | Copa AFF Femenil 2024 |
| 20-02-20245 | Yeda         | Arabia Saudita | 0:1       | Indonesia | Partido amistoso      |